# Mister Earth International
Mister Earth International (tiếng Việt: Nam vương Trái Đất Quốc tế) là cuộc thi sắc đẹp quốc tế dành cho nam giới được tổ chức lần đầu vào năm 2023. Đương kim Mister Earth International là Nathaniel Tiu đến từ Philippines.

## Người giữ danh hiệu
| Lần thứ | Năm  | Ngày                | Mister Earth International  | Mister Earth Water                   | Mister Earth Air              | Mister Earth Fire                   | Nơi tổ chức           | Số thí sinh | T.k.        |
| ------- | ---- | ------------------- | --------------------------- | ------------------------------------ | ----------------------------- | ----------------------------------- | --------------------- | ----------- | ----------- |
| 1       | 2023 | 19 tháng 8 năm 2023 | Lucas Bovi · Brasil         | Santiago Rodas · Paraguay            | Steven Aponte · Venezuela     | Alejandro Carrion · Cuba            | Maracaibo, Venezuela  | 13          | [ 1 ] [ 2 ] |
| 2       | 2024 | 17 tháng 8 năm 2024 | Nathaniel Tiu · Philippines | Diego Gonzalez Arguedas · Costa Rica | Iván Andrés Morejón · Ecuador | Kidanny Flores Guzmán · Puerto Rico | Santa Marta, Colombia | 21          | [ 3 ] [ 4 ] |
| 3       | 2025 | 30 tháng 8 năm 2025 |                             |                                      |                               |                                     | Bogotá, Colombia      |             |             |

## Các lần tổ chức Mister Earth International

### 2023
Mister Earth International 2023 là cuộc thi Mister Earth International lần thứ 1 được tổ chức tại Maracaibo, Venezuela vào ngày 19 tháng 8 năm 2023. Có 13 thí sinh dự thi, Lucas Bovi đến từ Brasil đăng quang ngôi vị Mister Earth International.
Kết quả
| Hạng                            | Thí sinh |
| ------------------------------- | --- |
| Mister Earth International 2023 | - Brasil — Lucas Bovi                                                                                             |
| Á vương 1 Mister Earth Water    | - Paraguay — Santiago Rodas                                                                                       |
| Á vương 2 Mister Earth Air      | - Venezuela — Steven Aponte                                                                                       |
| Á vương 3 Mister Earth Fire     | - Cuba — Alejandro Carrion                                                                                        |
| Top 8                           | - Chile — Francisco Ferreira - Colombia — Edwar Sanchez - Costa Rica — Rayner Hernandez - Perú — Santiago Estevez |

Các giải thưởng
| Giải thưởng              | Thí sinh                        |
| ------------------------ | ------------------------------- |
| Best in National Costume | - Costa Rica — Rayner Hernandez |
| Mister Interactive       | - Cuba — Alejandro Carrion      |

Các thí sinh
| Quốc gia/vùng lãnh thổ | Thí sinh            |
| ---------------------- | ------------------- |
| Ấn Độ                  | Tseteej S           |
| Brasil                 | Lucas Bovi          |
| Chile                  | Francisco Ferreira  |
| Colombia               | Edwar Sanchez       |
| Costa Rica             | Rayner Hernandez    |
| Cuba                   | Alejandro Carrion   |
| Ecuador                | Ariel Bravo Delgado |
| Đảo Margarita          | Juan Martinez       |
| Nicaragua              | Jairo Flores        |
| Paraguay               | Santiago Rodas      |
| Perú                   | Santiago Estevez    |
| Uruguay                | Camilo Pintado      |
| Venezuela              | Steven Aponte       |

Dự thi cuộc thi sắc đẹp quốc tế khác
| Cuộc thi      | Năm  | Quốc gia/vùng lãnh thổ | Thí sinh                    | Thứ hạng       | T.k. |
| ------------- | ---- | ---------------------- | --------------------------- | -------------- | ---- |
| Mister Global | 2024 | Ecuador                | Ariel Steeven Bravo Delgado | Không đạt giải |      |

### 2024
Mister Earth International 2024 là cuộc thi Mister Earth International lần thứ 2 được tổ chức tại Santa Marta, Colombia vào ngày 17 tháng 8 năm 2024. Có 21 thí sinh dự thi, Nathaniel Tiu đến từ Philippines đăng quang ngôi vị Mister Earth International.
Kết quả
| Hạng                            | Thí sinh |
| ------------------------------- | --- |
| Mister Earth International 2024 | - Philippines — Nathaniel Tiu |
| Mister Earth Water              | - Costa Rica — Diego Gonzalez Arguedas |
| Mister Earth Air                | - Ecuador — Iván Andrés Morejón |
| Mister Earth Fire               | - Puerto Rico — Kidanny Flores Guzmán |
| Á vương 1                       | - Đảo Galápagos — Flavio Romero Valdez |
| Á vương 2                       | - Brasil — Maicon Santos |
| Á vương 3                       | - Perú — Luis Carlos Vilela Paredes |
| Á vương 4                       | - Nicaragua — John Amador |
| Top 14                          | - Colombia — Johswaldo Milano - Guyana — Rakesh Permaul - Jamaica — Sahir Goshine - Paraguay — Bruno Arevalos - Uruguay — David Casuriaga - Venezuela — Fernando Manuel Hernández |

Các giải thưởng
| Giải thưởng              | Thí sinh |
| ------------------------ | --- |
| Mister Fashion Model     | Winner - Costa Rica — Diego Gonzalez Arguedas Top 3 - Ecuador — Iván Andrés Morejón - Philippines — Nathaniel Tiu |
| Best Face                | - Paraguay — Bruno Arevalos                                                                                       |
| Mister Personality       | - Uruguay — David Casuriaga                                                                                       |
| Mister Responsability    | - Guyana — Rakesh Permaul                                                                                         |
| Best Body                | Winner - Colombia — Johswaldo Milano Top 3 - Nicaragua — John Amador - Panama — Carlos Eduardo Mejia              |
| Best National Costume    | Winner - Ecuador — Iván Andrés Morejón Top 3 - Costa Rica — Diego Gonzalez Arguedas - Guatemala — Victor Vasquez  |
| Mister Photogenic        | Winner - Nicaragua — John Amador Lopez Top 3 - Brasil — Maicon Santos - Perú — Luis Carlos Vilela Paredes         |
| Best Catwalk             | - Jamaica — Sahir Goshine                                                                                         |
| Mister Interactive       | - Philippines — Nathaniel Tiu                                                                                     |
| Mister Friendship        | - Tây Ban Nha — Joel Abdias Jiménez Martínez                                                                      |
| Mister Elegance          | - Bolivia — Absalon Jordan Garcia                                                                                 |
| Best Ecological Projects | - Philippines — Nathaniel Tiu - Costa Rica — Diego Gonzalez Arguedas - Uruguay — David Casuriaga                  |

Các thí sinh
| Quốc gia/vùng lãnh thổ | Thí sinh                     | Tuổi |
| ---------------------- | ---------------------------- | ---- |
| Argentina              | Alfredo Barboza              | 22   |
| Bolivia                | Absalon Jordan Garcia        | 35   |
| Brasil                 | Maicon Santos                | 30   |
| Colombia               | Johswaldo Milano             | 27   |
| Costa Rica             | Diego Gonzalez Arguedas      | 25   |
| Cộng hòa Dominica      | Jeffry Medina                | 29   |
| Ecuador                | Iván Andrés Morejón          | 26   |
| El Salvador            | Miguel Angel Hernandez       | 29   |
| Đảo Galápagos          | Flavio Romero Valdez         | 34   |
| Guatemala              | Victor Vasquez               | 31   |
| Guyana                 | Rakesh Permaul               | 31   |
| Jamaica                | Sahir Goshine                | 25   |
| Nicaragua              | John Amador                  | 31   |
| Panama                 | Carlos Eduardo Mejia         | 30   |
| Paraguay               | Bruno Arevalos               | 27   |
| Perú                   | Luis Carlos Vilela Paredes   | 28   |
| Philippines            | Nathaniel Tiu                | 29   |
| Puerto Rico            | Kidanny Flores Guzmán        | 31   |
| Tây Ban Nha            | Joel Abdias Jiménez Martínez | 28   |
| Uruguay                | David Casuriaga              | 26   |
| Venezuela              | Fernando Manuel Hernández    | 25   |

### 2025
Mister Earth International 2025 là cuộc thi Mister Earth International lần thứ 3 được tổ chức tại Bogotá, Colombia vào ngày 30 tháng 8 năm 2025. Có 26 thí sinh dự thi.
Các thí sinh
| Quốc gia/vùng lãnh thổ | Thí sinh                |
| ---------------------- | ----------------------- |
| Ấn Độ                  | Sumit Kharmyndai        |
| Bahamas                | Andrew Newton           |
| Cameroon               | Filbert Bogwowo         |
| Chile                  | Jonathan L. Bequer      |
| Colombia               | Rafael Jacome           |
| Costa Rica             | Anthony Camacho Torres  |
| Cuba                   | Jorge Olivera           |
| Cộng hòa Dominica      | Junior Ledesma          |
| Ecuador                | Alexi Cedeño            |
| Fernando de Noronha    | Flavio Derli De Olivera |
| Guatemala              | Yuciel Brubers          |
| Hoa Kỳ                 | Art Napiontek           |
| Indonesia              | R Reza Fahlevi          |
| Jamaica                | Rayion Tequan Vassel    |
| Đảo Margarita          | Argenis Marchan         |
| México                 | Ricardo Leaños          |
| Nam Phi                | Mpendulo Mabaso         |
| Nicaragua              | Gabriel Ruiz            |
| Nigeria                | Víctor Obiaderi         |
| Panamá                 | Ernesto Valencia        |
| Perú                   | Yefferson Velásquez     |
| Philippines            | Erik Gudelano           |
| Puerto Rico            | Jesus Daniel Fernandez  |
| Tây Ban Nha            | Eduanys Milan Tamayo    |
| Venezuela              | William Bordones        |
| Zimbabwe               | Mzolisi Zibusiso        |

Dự thi cuộc thi sắc đẹp quốc tế khác
| Cuộc thi                       | Năm  | Quốc gia/vùng lãnh thổ | Thí sinh       | Thứ hạng                 | T.k. |
| ------------------------------ | ---- | ---------------------- | -------------- | ------------------------ | ---- |
| Man of the Globe International | 2023 | México                 | Ricardo Leaños | Man of the Globe Charity |      |
| Mister Model International     | 2025 | Indonesia              | R Reza Fahlevi | Không đạt giải           |      |

### 2026
Mister Earth International 2026 là cuộc thi Mister Earth International lần thứ 4 được tổ chức vào  năm 2026.
Các thí sinh
| Quốc gia/vùng lãnh thổ | Thí sinh         |
| ---------------------- | ---------------- |
| Philippines            | Larz Kent Dawson |